# Deneisha Blackwood
Deneisha Blackwood, née le 7 mars 1997 à Kingston en Jamaïque, est une footballeuse internationale jamaïcaine qui joue au poste d'arrière gauche.

## Biographie
Blackwood naît le 7 mars 1997 à Kingston en Jamaïque. Principalement attaquante durant sa carrière universitaire, Blackwood joue deux ans au Navarro College. Elle est deux fois All-American et est classée sixième au classement des buts en carrière avec 36 au moment de son départ. Lors de sa deuxième saison en 2016, Blackwood inscrit 22 buts, le septième plus grand nombre de buts en une seule saison dans l'histoire de Navarro. En 2017, Blackwood rejoint les Argonauts de West Florida et joue deux saisons supplémentaires. En 2017, elle est nommée à la deuxième équipe All-Gulf South Conference,.

### En club
En 2018, Blackwood joue pour l'équipe de Women's Premier Soccer League, le Krush de Floride, marquant quatre buts en trois apparitions.
En 2019, Blackwood signe avec le Slavia Prague en première division tchèque et joue surtout en tant qu'arrière gauche. Elle dispute neuf matchs de championnat et quatre autres matchs de Ligue des champions, alors que le Slavia remportait le titre de champion et atteignait les huitièmes de finale avant de perdre contre Arsenal,.
Le 8 septembre 2020, la saison 2020 de la NWSL devant faire face à d'importantes perturbations lors de la pandémie de Covid-19, Blackwood fait partie des sept joueuses signées pour un contrat à court terme avec le Pride d'Orlando afin de participer aux Fall Series à la suite de la décision de l'équipe de prêter onze joueuses seniors pour jouer régulièrement à l'étranger,. Elle fait ses débuts le 19 septembre 2020 lors du premier match des séries d'automne, entrant comme remplaçante à la 64e minute lors d'un match nul 0-0 contre le Courage de la Caroline du Nord. Elle joue les quatre matchs des séries d'automne avant d'être libérée à la fin de son contrat à court terme.
Le 26 janvier 2021, Blackwood signe pour le Dash de Houston un contrat d'un an avec l'option d'une année supplémentaire.
Le 23 juillet 2022, elle s'engage avec le GPSO 92 Issy.

### En sélection
Blackwood représente la Jamaïque au niveau des moins de 17 ans en 2011.
Elle fait ses débuts chez les seniors lors des éliminatoires du Championnat féminin de la CONCACAF 2018. Elle faisait partie de l'équipe de Jamaïque lors de la Coupe du monde féminine 2019 en France. C'était la première fois qu'une nation des Caraïbes se qualifiait pour le tournoi féminin. Elle joue toutes les rencontres pour la Jamaïque alors que l'équipe est éliminée en phase de groupe après avoir perdu les trois matchs contre le Brésil, l'Italie et l'Australie.

## Palmarès
Slavia Prague
- Championnat de Tchéquie (1) :
  - Championne : 2019-2020.